# Destroy Rebuild Until God Shows
Destroy Rebuild Until God Shows (abreviado como D.R.U.G.S.), foi um supergrupo americano de post-hardcore, formado em 2010. Eles lançaram seu álbum de estréia no dia 22 de fevereiro de 2011.

## História

### Formação (2009–2010)
A banda foi formada no fim de 2009/começo de 2010, depois que Craig Owens saiu do Chiodos. Os membros da banda foram anunciados em diversos vídeos na página oficial de Craig Owens no YouTube. Os membros da banda eram o vocalista Craig Owens (Chiodos), o baterista Aaron Stern (Matchbook Romance), o guitarrista/vocalista Nick Martin (Underminded), guitarrista/vocalista Matt Good (From First to Last), e o baixista Adam Russell (Story of the Year). A banda fez seus primeiros shows ao vivo para público limitado no Pike Room dentro do The Crofoot, em Pontiac, Michigan, nos dias 28 e 29 de novembro de 2010.

### Álbum auto-intitulado, Live From Hot Topic EP (2010-2012)
No dia 11 de novembro de 2010, D.R.U.G.S. lançou sua primeira música, "If You Think This Song Is About You, It Probably Is". On December 6, 2010, they released their second song, "Mr. Owl Ate My Metal Worm." No dia 6 de dezembro de 2010, a banda lançou sua segunda música,  "Mr. Owl Ate My Metal Worm".  Ela foi seguida por "Sex Life", lançada no dia 18 de janeiro de 2011, que é o primeiro single do álbum.
No dia 31 de janeiro de 2011, D.R.U.G.S. lançou sua quarta música  fora de seu álbum auto-intitulado , "My Swagger Has a First Name", à todos aqueles que pré-ordenaram o álbum. O álbum de estréia auto-intitulado da banda teve sua data de estréia no dia 22 de fevereiro de 2011, através da Decaydance/Sire Records.
A banda anunciou uma turnê de sete dias no Reino Unido entre o dia 7 de março ao dia 10 de março de 2011, e anunciou a Alternative Press Tour com o Black Veil Brides, e apoiou VersaEmerge, Conditions e I See Stars, entre o dia 18 de março ao 29 de abril de 2011.
D.R.U.G.S. tocou no palco principal em 2011 na Vans Warped Tour por toda a turnê, com exceção dos dias 17, 19 e 21 de julho. O vocalista Craig Owens declarou que que a banda não tocaria nesses três dias devido a um compromisso prioritário que ele fez de estar no set para um filme. Owens também declarou que a D.R.U.G.S. compensaria esses três dias doando mercadoria e um Meet e Greet especial e aconselhou os fãs que deveriam ir àqueles shows para manterem seus ingressos garantidos.
No dia 12 de julho de 2011, D.R.U.G.S. lançou um EP ao vivo intitulado "Live From Hot Topic", que inclui 5 canções ao vivo:  "The Only Thing You Talk About", "My Swagger has a First Name", "Mr. Owl Ate My Metal Worm", "Graveyard Dancing" e "If You Think This Song is About You, It Probably Is".
No dia 21 de agosto de 2011, Craig postou um status no facebook da banda, dizendo:
"Matt e eu estamos trabalhando duro no estúdio, trabalhando em algumas novas faixas para vocês, galera! Eu estou muito certo de que nós acabamos de escrever algumas das melhores músicas do D.R.U.G.S. até agora.. FIQUEM LIGADOS!"
Craig Owens continuou a atualizar o status das novas canções escritas, via Twitter:
A banda tocou na turnê Counter Revolution , na Austrália, e tocou na turnê WWIII com o Asking Alexandria e o Hollywood Undead em novembro.
No dia 28 de novembro de 2011, a banda postou uma prévia do vinil não lançado do primeiro álbum da banda. A música se chama "Rehab in Rifle Rounds", e foi lançada como comemoração de um ano. A banda recentemente se separou da Warner Brothers, e então se separou da Decaydance. No dia 16 de janeiro de 2012, uma música intitulada "Scream If You're Crazy" foi lançada no Noisecreep.
No dia 18 de janeiro de 2012, a banda fez este anúncio: "É com este agridoce sentimento que nós anunciamos algumas novidades hoje. Nosso baixista, Adam Russel, tomou a decisão pessoal de sair do Destroy Rebuild Until God Shows para buscar outras oportunidades. Ao mesmo tempo que nós estamos felizes por ver que ele fez uma escolha que por fim será melhor para ele, claro, nós estamos muito tristes por vê-lo partir. Por favor saibam que nós permanecemos bons amigos e apoiamos do Adam, e que não há ressentimentos. Tenham certeza de que isso não afetará nossas atuais datas de turnê. Nosso amigo próximo, Tai "Never Wrong, Always" Wright, estará preenchendo a ocupação do baixo na próxima turnê, a SIN Tour, que começa quinta-feira em Chicago."
A banda completou sua primeira turnê como atração principal, que durou sete semanas, a Strength In Numbers (S.I.N) Tour, juntamente com um punhado de shows no estilo DYI, com as bandas Like Moths To Flames, Hit The Lights, e Sparks The Rescue fazendo os shows de abertura.

### Separação
No dia 26 de abril de 2012, Chiodos lançou um vídeo sugerindo que Craig Owens havia se juntado novamente à banda e substituído Brandon Bolmer, que havia entrado para ela depois que Owens foi expulso. No dia seguinte, Matt Good, Nick Martin, e Aaron Stern anunciaram que eles haviam decidido deixar a banda. Foi confirmado que Craig Owens decidiu deixar a banda também, fazendo-a se separar completamente. Esta declaração foi liberada no website oficial da banda no dia 27 de abril de 2012:
| “ | "Aos nossos leais fãs e amigos, Depois de muita reflexão e consideração, nós (Matt Good, Nick Martin e Aaron Stern) decidimos anunciar que nós saíremos da D.R.U.G.S. Essa decisão não foi fácil de ser tomada, e nós queremos expressar o quão gratos nós somos à todos vocês que nos apoiaram e fizeram disso uma incrível experiência que foi nos últimos anos. Nós sempre lembraremos do nosso tempo nesta banda com orgulho, e não temos arrependimento da música que fizemos ou das pessoas com as quais a fizemos. Nós gostaríamos de agradecer a todos que acreditaram na gente, e esperamos que continuem acreditando. Nós ansiamos pelo futuro, e sabemos que veremos vocês novamente logo, não importa onde nossos caminhos nos leve. Com amor e gratidão, Matt, Nick e Aaron." | ” |

Depois da partida de Good, Martin e Stern, o vocalista Craig Owens de fato voltou para a Chiodos como vocalista.
No dia 24 de agosto de 2012, foi anunciado que  Matt Good, Nick Martin, Adam Russell e Aaron Stern estariam se reunificando sem Owens. Também foi anunciado que eles estavam trabalhando em um novo álbum com essa nova banda, com um nome até então desconhecido.

No dia 30 de agosto de 2012, Matt Good declarou via Twitter: "Gente eu tenho que esclarecer algumas coisas. Ninguém está mais na DRUGS com exceção do Craig. Se ele quer continuar então isso é coisa dele." Good mais tarde tweetou: "Mas todas as outras partes menos o Craig vão (escrever) algumas novas canções pra vocês todos."

## Membros da banda
Membros fundadores
- Craig Owens – vocais (2010–2012)
- Matt Good – guitarra solo, backing vocals, teclado, sintetizador, programação (2010–2012)
- Nick Martin – guitarra rítmica, backing vocals (2010–2012)
- Adam Russell – Baixo (2010–2012)
- Aaron Stern – Bateria, percussão (2010–2012)

Membros de turnê
- Tai Wright – baixo (2012)

## Discografia
Álbuns de estúdio
| Ano  | Álbum           | Gravadora                       | Melhores posições | Melhores posições | Melhores posições |
| Ano  | Álbum           | Gravadora                       | US 200            | US Hard Rock      | US Digital        |
| ---- | --------------- | ------------------------------- | ----------------- | ----------------- | ----------------- |
| 2011 | D.R.U.G.S.      | Sire Records/Decaydance Records | 29                | 1                 | 14                |
| 2022 | Destroy Rebuild | Velocity Records                |                   |                   |                   |

EPs
| Ano  | Álbum               | Gravadora          |
| ---- | ------------------- | ------------------ |
| 2011 | Live From Hot Topic | Decaydance Records |

## Clipes
- If You Think This Song Is About You, It Probably Is - 2010
- Sex Life - 2011